# Lenguas rukwa
Las lenguas rukwa son un grupo de  lenguas bantúes establecido por Nurse (1988) y Fourshey (2002). Juntas estas lenguas constituyen la mitad de la zona M de Guthrie, junto con el bungu.

## Lenguas del grupo
Las clasificación usual de estas lenguas, incluyendo la codicación de Guthrie, son:
- Rungwe (M30): Nyakyusa–Ngonde (Konde), Ndali.
- Mbozi
  - Mbeya
    - Bungu (Wungu, F20).
    - Safwa (M20)
    - Mbeya meridional (M20): Malila; Lambya-Sukwa, Nyiha.

  - Mwika
    - Nyika (M20)
    - Mwika septentrional (M10): Pimbwe, Rungwa.
    - Mwika de la meseta:
      - Fipa (M10)
      - Mwika meridional: Wanda, Namwanga-Iwa-Tambo (M20), Mambwe-Lungu (M10).

Nurse (1988) esableció un grupo más limitado llamado "Mbozi" ('pasillo'), que no incluía el pimbwe o el bungu, y con añadiendo el rungwe tentativamente. Maho (2009) añadió el Penja (possiblemeneto extinto), a M.30, y el kulwe como el más cercano al fipa.